# جشنواره فیلم جیفونی

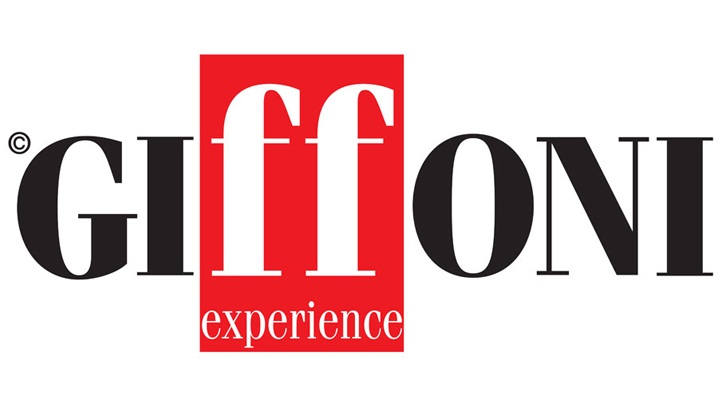
نشان‌واره جشنواره فیلم جیفونی

جشنواره فیلم جیفونی (به ایتالیایی: Giffoni Film Festival) بزرگ‌ترین و معتبرترین جشنواره فیلم و رویداد سینمایی کودکان و نوجوانان در جهان است. این جشنواره هرساله در دهکده کوچکی به نام جیفونی واله پیانا در نزدیکی سالرنو در جنوب ایتالیا برگزار می‌شود. جشنواره جیفونی از سال ۱۹۷۱ آغاز به‌کار کرد.
این جشنواره ویژه آثار مربوط به کودکان و نوجوانان است و برندگان خود را با نظر داورانی از کودکان و نوجوانان در پنج گروه سنی، انتخاب می‌کند. سالانه بیش از ۲۰۰۰ کودک و نوجوان در گروه‌های سنی بین ۳ تا ۲۱ سال، به داوری آثار بخش‌های گوناگون این جشنواره می‌پردازند. هرساله داورانی از کشور ایران نیز توسط بنیاد سینمایی فارابی پس از گذراندن آزمون‌هایی به این جشنواره اعزام می‌شوند. سی و ششمین دوره جشنواره، هفتمین دوره‌ای بود که داوران کودک و نوجوان ایرانی به جشنواره جیفونی فرستاده شدند.
سی و نهمین دوره جشنواره فیلم جیفونی در ژوئیه ۲۰۰۹ و با حضور حدود ۳۰۰۰ کودک و نوجوان (داور) از کشورهای گوناگون جهان و شهرهای ایتالیا، بیش از ۱۲۰ هزار نفر تماشاگر و نیز برخی از ستارگان هالیوود و سینمای ایتالیا برگزار شد. در این دوره بیش از ۱۶۰ فیلم از ۲۹ کشور به نمایش درآمد که از این میان ۷۰ فیلم در بخش‌های رقابتی شرکت داشتند.

## جایزه‌های سینمای ایران
- ۲۰۰۹: جایزه بهترین فیلم بلند و نیز جایزه بهترین فیلم از نگاه تماشاگران در بخش بالای ۱۰ سال، به فیلم زمانی برای دوست‌داشتن (ابراهیم فروزش)[۲]
- ۲۰۰۲: جایزه فرانسوا تروفو به محسن مخملباف به خاطر مجموعه آثار
- ۲۰۰۰: جایزه پلاک نقره برای فیلم رنگ خدا (مجید مجیدی)[۳]
- ۲۰۰۰: جایزه فرانسوا تروفو برای فیلم تخته سیاه (سمیرا مخملباف)
- ۱۹۹۲: جایزه فرانسوا تروفو به عباس کیارستمی به خاطر مجموعه آثار
- ۱۹۹۰: جایزه برای فیلم آب، باد، خاک (امیر نادری)
- جایزه برای فیلم ماهی (کامبوزیا پرتوی)
- دیپلم افتخار برای فیلم رابطه (پوران درخشنده)
- ۱۹۷۴: جایزه اول بخش روایی چهارمین دوره جشنواره، برای فیلم تجربه (عباس کیارستمی)